# Елмор (округ, Алабама)
Шаблон:StateAbbr_ 32°35′49″ пн. ш. 86°09′05″ зх. д. / 32.596944444444° пн. ш. 86.151388888889° зх. д.
 Елмор (англ. Elmore County) — округ (графство) у штаті Алабама. Ідентифікатор округу 01051.

## Демографія
За даними перепису
2000 року
загальне населення округу становило 65874 осіб, зокрема міського населення було 25069, а сільського — 40805.
Серед мешканців округу чоловіків було 33342, а жінок — 32532. В окрузі було 22737 домогосподарств, 17542 родин, які мешкали в 25733 будинках.
Середній розмір родини становив 3,07.
Віковий розподіл населення поданий у таблиці:
| Стать    | До 15 років | 15-21 | 22-29 | 30-39 | 40-49 | 50-65 | 65-85 | Понад 85 |
| -------- | ----------- | ----- | ----- | ----- | ----- | ----- | ----- | -------- |
| Чоловіки | 7208        | 3350  | 4010  | 5530  | 5172  | 5157  | 2712  | 203      |
| Жінки    | 6845        | 2827  | 3388  | 5255  | 5062  | 4999  | 3510  | 646      |

## Суміжні округи
- Куса — північ
- Таллапуса — північний схід
- Мейкон — південний схід
- Монтгомері — південь
- Отога — захід
- Чилтон — північний захід

## Виноски
1. ↑  U.S. Decennial Census. United States Census Bureau. Архів оригіналу за 26 квітня 2015. Процитовано 22 серпня 2015.
2. ↑  Historical Census Browser. University of Virginia Library. Архів оригіналу за 11 серпня 2012. Процитовано 22 серпня 2015.
3. ↑  Forstall, Richard L., ред. (24 березня 1995). Population of Counties by Decennial Census: 1900 to 1990. United States Census Bureau. Архів оригіналу за 24 вересня 2015. Процитовано 22 серпня 2015.
4. ↑  Census 2000 PHC-T-4. Ranking Tables for Counties: 1990 and 2000 (PDF). United States Census Bureau. 2 квітня 2001. Архів оригіналу (PDF) за 18 грудня 2014. Процитовано 22 серпня 2015.
5. ↑  State & County QuickFacts. United States Census Bureau. Архів оригіналу за 28 лютого 2014. Процитовано 16 травня 2014.(англ.) Наведено за англійською вікіпедією.
6. ↑  American FactFinder. Бюро перепису населення США. Архів оригіналу за 21 травня 2008. Процитовано 31 січня 2008.

| США | Це незавершена стаття з географії США. Ви можете допомогти проєкту, виправивши або дописавши її. |